# Хутор Ляцина
Хутор Ляцина — исчезнувший хутор в Ершовском районе Саратовской области.
Хутор находился на берегу реки Большой Кушум, рядом с деревней Чапаевка, примерно в 5 км северо-западнее села Каменная Сарма.

## История
Хутор основан во второй половине XIX века. В 1872 году мещанин города Вольска Игнатий Иванович Ляцин и крестьяне села Каменная Сарма Ларион Федорович Коновалов и Ефим Игнатьевич Игонин приобрели в Каменно-Сарминской волости Николаевского уезда Самарской губернии земельный участок площадью 1331,5 десятин у князя Михаила Викторовича Кочубея.
Земля, принадлежавшая владельцам хутора, сдавалась в аренду. В период с 1896 по 1899 годы арендатором земельного участка площадью 400 десятин был поселянин села Баратаевка Панинской волости Николаевского уезда
Самарской губернии Андрей Егорович Ламок.
В 1898 году Егор и Федор Ляцыны, сыновья Игнатия Ляцына, подали прошение на имя министра внутренних дел Российской империи Горемыкина о понуждении наследников князя Михаила Викторовича Кочубея к выдаче купчей крепости на запроданную землю. Спустя более чем 20 лет после покупки земельного участка купчая крепость оформлена не была, несмотря на полностью выплаченную покупателями сумму и выданное конторой наследников князя Кочубея удостоверение № 127 от 21.06.1878 года. 15 июня 1898 года Егор и Федор Ляцыны обратились к градоначальнику Санкт-Петербурга с просьбой о поиске места жительства наследников князя Кочубея. 15 июля 1898 года пристав 2 участка Васильевской части объявил просителям, что из наследников князя Кочубея в Санкт-Петербурге проживает в Суворовском участке, 13 линия, дом 33 князь Лев Михайлович Кочубей, выбывший в этот участок 17.10.1897 года. Ходатайство о скорейшем совершении купчей крепости ему предъявлено не было. В октябре 1898 года на основании распоряжения министра внутренних дел Российской империи губернатор Самарской губернии объявил просителям, что по закону выдача купчей крепости зависит от воли продавца и никто не может понудить его к этому. В связи с этим "просителям надлежит обратиться к наследникам князя Кочубея непосредственно и не с требованием, а с просьбою об укреплении за ними купленной земли".
В Списке населённых мест Самарской губернии 1900 года на хуторе мещанина Ляцина проживали 25 мужчин и 26 женщин, собственной земли - 400 десятин удобной и 100 десятин неудобной земли.
Согласно Списку населённых пунктов Самарской губернии 1928 года хутор мещанина Ляцина относился к Чапаевскому сельсовету Криволучье-Сурской волости Пугачёвского уезда Самарской губернии. На хуторе насчитывалось 6 дворов, проживали 11 мужчин и 11 женщин.

## Население
Динамика численности населения по годам:
| 1900 | 1928 |
| ---- | ---- |
| 51   | 22   |